# FlatOut (serie)
FlatOut es una serie de videojuegos de carreras creado por Bugbear Entertainment. La serie FlatOut tiene vendido un total de casi 3 millones de unidades a nivel mundial. Desde 2010, los juegos FlatOut han sido desarrollado por Team6 Game Studios, con el primer lanzamiento siendo FlatOut Wii en 2010, para la Wii. FlatOut 4: Total Insanity fue desarrollado por Kylotonn y lanzado el 17 de marzo de 2017 para PlayStation 4 y Xbox One en Europa y el 2 de mayo de 2017 en los Estados Unidos.
La serie ha recibido elogios de la crítica y la notable recepción negativa con más notablemente "FlatOut 3: Chaos & Destruction" siendo considerado uno de los peores videojuegos de todos los tiempos y FlatOut 2 siendo considerado el mejor de la serie. Al principio se le llamó una adición bienvenida al género de carreras de derby, pero finalmente se extinguió debido a la falta de recepción por parte de la crítica.

## Juegos

### FlatOut
FlatOut fue lanzado el 5 de noviembre de 2004 para Microsoft Windows, PlayStation 2 y Xbox. Desarrollado por Bugbear Entertainment y distribuido por Empire Interactive. Este es el primer juego de la saga, en el cual entrábamos en el mundo del derby.

### FlatOut 2
FlatOut 2 es el segundo juego de la serie sucediendo al primero, lanzado el 30 de junio de 2006 para Microsoft Windows, PlayStation 2 y Xbox, hubo un rumor que el juego saldría en PlayStation Portable con el nombre de Flatout 2, aunque años más tarde el juego si tuvo una versión de PlayStation Portable llamada Flatout: Head On.
El juego nos introduce nuevos carros cómo los carros de carrera y callejero, el juego tiene 8 corredores conducidos por la COM, (Jack Benton), (Sofia Martinez), (Sally Taylor), (Katie Jackson), (Jason Walker), (Ray Carter), (Frank Malcov).

### FlatOut: Ultimate Carnage
FlatOut: Ultimate Carnage es el tercer juego de la serie, titulado como una "versión mejorada de FlatOut 2". Fue lanzado el 22 e julio de 2007 para Xbox 360 y Microsoft Windows.
El juego tiene nuevas novedades por ejemplo, el modo carnicería, 2 coches nuevos y 4 corredores nuevos, Jill Richards, Curtis Wolfe, Lei Bang y Lewis Duran.

### FlatOut: Head On
FlatOut: Head On es el port para PlayStation Portable de FlatOut: Ultimate Carnage. Fue lanzado el 12 de marzo de 2008 y fue el último juego en la serie en ser desarrollado por Bugbear Entertainment y en ser publicado por Empire Interactive.
El juego trae el modo carnicería, y tiene 8 corredores controlados por la com, los mismos de Flatout 2.

### FlatOut Racing
FlatOut Racing es un reskin del juego 4 Wheel Xtreme para teléfonos móviles. Fue desarrollado por Xendex Entertainment y y publicado por I-Play con la licencia de Bugbear Entertainment y Empire Interactive. Fue lanzado el 5 de diciembre de 2008.
El juego cuenta con dos versiones: la 2D con vista isométrica y la 3D con vista en tercera persona.

### Flatout (Wii)
FlatOut es el primer título FlatOut en ser lanzado para una consola de Nintendo y el primer título en Wii obviamente. Fue el primer juego en la serie en ser desarrollado por Team6 Game Studios, y fue publicado por Zoo Publishing. Fue lanzado en 2010.
Esta entrega es la más desconocida de la franquicia.

### FlatOut 3: Chaos & Destruction
FlatOut 3: Chaos & Destruction lanzado el 13 de diciembre de 2011 para Microsoft Windows. Fue desarrollado por Team6 Game Studios y publicado por Strategy First.
Esta entrega fue criticada duramente por casi todos los críticos y fanes de la franquicia siendo uno de los juegos más odiados de la franquicia y por el mundo gaming de las carreras.

### FlatOut Stuntman
FlatOut Stuntman es el juego exclusivo para Android en la serie. Fue desarrollado y publicado por Team6 Game Studios, y lanzado en noviembre de 2013.
Años más tarde desaparecia de la Play Store.

### FlatOut 4: Total Insanity
FlatOut 4: Total Insanity es el último título en la serie. Anunciado en agosto de 2015, Está desarrollado por Kylotonn y fue publicado por Bigben Interactive el 17 de marzo de 2017 para PlayStation 4 y Xbox One en Europa y publicado el 17 de abril de 2017 para Microsoft Windows por Strategy First.